# Юрківське лісництво
Юркі́вське лісництво — структурний підрозділ Уманського лісового господарства Черкаського обласного управління лісового та мисливського господарства.
Офіс знаходиться в селі Юрківка Уманського району Черкаської області.

## Лісовий фонд
Лісництво охоплює ліси південної частини Христинівського та південно-західної частини Уманського районів.
Сюди входить:
- Ташлицький ліс, ліс Гайдамаки, урочище Жупани, урочище Велике, урочище Херсонка-Воєводка, урочище Колодисте.

## Об'єкти природно-заповідного фонду
У віданні лісництва перебувають:
- Юрківський ботанічний заказник